# Fogyasztóvédelmi világnap
A fogyasztóvédelmi világnapot (angolul World Consumer Rights Day, rövidítve: WCRD)  1983 óta ünneplik világszerte. John F. Kennedy amerikai elnök 1962. március 15-én hirdetett ki egy történelmi fontosságú nyilatkozatot, amelyben a négy alapvető fogyasztói jogot (jog a biztonsághoz, az információhoz, a választáshoz és a képviselethez) foglalta össze.  Az évek során ezek száma nyolcra növekedett (meghallgatás, kártérítés, oktatás, egészséges környezet), ezek alapján alakította ki működését a Fogyasztóvédelmi Világszervezet (Consumers International, CI), illetve az egyes országok saját fogyasztóvédelmi hivatalai is.
A világnapot az 1980-as évek óta egyre több országban ünneplik, a fogyasztóvédelem és a fogyasztói jogok témája mellett minden évben egy-egy téma köré szervezik az ünnepnaphoz kapcsolódó kampányt és rendezvényeket.